# Novo Nordisk
Novo Nordisk este o companie farmaceutică din Danemarca, lider mondial în producția de insulină și de medicamente pentru tratarea diabetului.
Compania are în prezent (octombrie 2008) aproximativ 25.800 de angajați în 79 de țări și își comercializează produsele în peste 179 de țări.
Compania este prezentă și în România, unde are 60 de angajați și o cifră de afaceri de 25 milioane euro în anul 2009.